# Alessandro Vaiani
Alessandro Vaiani, également connu sous le nom d'Orazio Vajani ou Vajano, est un peintre italien du début du XVIIe siècle.
Il peint à Milan, avec des toiles dans les églises de San Carlo et Sant'Antonio Abate et également peint à Gênes pour des commandes publiques et privées.
Ses deux enfants, Sebastiano et Anna Maria Vaiani (née en 1604), ont travaillé principalement à Rome et à Florence, le premier réalisant des gravures de reproduction, Anna est peintre de fleurs et graveuse. Anna Maria meurt après 1654 ; son mari, le peintre  Jacques Courtois est soupçonné de l'avoir empoisonnée